# 최하위 비트

최하위 비트가 밝게 표시된 십진수 149의 이진 표기법. 8 비트 이진수에서 최상위 비트는 십진수 128을 나타낸다. 최하위 비트는 1을 나타낸다.

컴퓨팅에서 최하위 비트(least significant bit, LSB)는 이진 정수에서 짝수인지 홀수인지를 결정하는 단위값이 되는 비트 위치이다. 최하위 비트는 가장 적은 숫자를 오른쪽에 기록하는 자리 표기법의 규정 때문에 "right-most bit"라고 부르기도 한다. 그것은 (가장 오른쪽)의 위치한 "하나의" 숫자인 십진 정수의 최하위 숫자와 비슷하다.
각 비트의 위치는 0부터 N-1의 숫자로 표기할 수 있다. N은 해당 이진수를 나타내는 비트의 개수이고, 비트의 위치를 나타내는 숫자 N-1은 해당 비트 중량(bit weight)을 2을 밑으로 하는 수로 표기했을 때 지수가가 된다. 즉,비트 중량은 2의 N-1 승( 231..20 ).
한편, 최하위 비트들(the least significant bits, 복수형)은 최하위 비트를 포함하는 여러 자리의 숫자를 말한다. 최하위 비트들은 숫자가 조금만 증감하여도 민감하게 바뀌는 유용한 특징을 가지고 있다. 예를 들면, 3 (이진수 00000011)에 1 (이진수 00000001)을 더하면, 결과는 4 (이진수 00000100)이 될 것이고 3개의 최하위 비트들은 (011에서 100으로) 변화할 것이다. 반면 3개의 최상위 비트들은 (000에서 000으로) 변하지 않는다.
최하위 비트들은 주로 난수 발생기, 해시 함수, 검사합에 사용된다.
대문자로, LSB는 "least significant byte"를 나타내기도 한다.

## 같이 보기
- 최상위 비트
- 이진법
- 부호 숫자 표현
- 2의 보수